# Covered with Ants
Covered with Ants è il sesto album in studio della band californiana Guttermouth, pubblicato nel 2001. È il primo album distribuito dalla Epitaph Records.
In questo album la band inizia a sperimentare nuove sonorità, utilizzando degli strumenti insoliti per lo stile punk rock: l'organo, il banjo e il fiddle.

## Tracce
Tutte le canzoni sono scritte dai Guttermouth.
1. That's Life
2. Can I Borrow Some Ambition?
3. Secure Horizons
4. She's Got the Look
5. Looking Good is All That Matters
6. I'm Destroying the World
7. Chug-a-Lug Night
8. What You Like About Me
9. I Won't See You in the Pit
10. Black Enforcers
11. Cram it Up Your Ass

## Formazione
- Mark Adkins - voce
- Scott Sheldon - chitarra
- Eric "Derek" Davis - chitarra
- James "The Captain" Nunn - basso
- Tyrone "Ty" Smith - batteria
- Chris Colonnier - organo in Chug-a-Lug Night
- Brantley Kearns - fiddle
- Sascha Lazor (Mad Caddies) - banjo